# Brantleyville
Brantleyville statisztikai település az USA Alabama államában, Shelby megyében. Lakosainak száma 931 fő (2020. április 1.).

## Népesség
A település népességének változása:

| 2010 | 884 |
| 2020 | 931 |